# Africada palato-alveolar eyectiva
La africada palato-alveolar eyectiva es un sonido consonántico no pulmonar el cual es uno de los sonidos no pulmonares más usados en algunas lenguas habladas, su símbolo en el alfabeto fonético internacional es el de una africada postalveolar sorda ⟨tʃ⟩ pero con el apóstrofo que todas las consonantes eyectivas tienen, su símbolo equivalente en X-SAMPA es (tS_>)

## Características
- Su modo de articulación es africada sibilante, lo que significa que se produce primero deteniendo por completo el flujo de aire y luego dirigiéndolo con la lengua hacia el borde afilado de los dientes, provocando turbulencias de alta frecuencia .
- Su punto de articulación es palato-alveolar , es decir, postalveolar abovedada (parcialmente palatalizada) , lo que significa que está articulado con la lámina de la lengua detrás de la cresta alveolar, y la parte delantera de la lengua se agrupa ("abovedada") en el paladar.
- Es una consonante central, por lo que el aire debe de dirigirse al centro de la lengua, en lugar de hacia los lados.
- Su tipo de fonación es sorda, lo que significa que se produce sin vibraciones de las cuerdas vocales.
- Es una consonante oral, lo que significa que se permite que el aire escape a través de la boca, no por la nariz.
- El mecanismo de la corriente de aire es eyectivo (egresivo glótico), lo que significa que el aire es expulsado al bombear la glotis hacia arriba.

## Ocurre en
| Idioma        | Idioma             | Palabra               | AFI                | Significado        | Notas                                                       |
| ------------- | ------------------ | --------------------- | ------------------ | ------------------ | ----------------------------------------------------------- |
| Adigués       | Adigués            | кӏако                 | [t͡ʃʼaːkʷa]ⓘ        | 'corto'            |                                                             |
| Amhárico      | Amhárico           | ጨረቃ                   | [t͡ʃʼərəkʼa]ⓘ       | 'Luna'             |                                                             |
| Armenio       | Dialecto de Ereván | ճյուղ                 | [t͡ʃʼiʊ̯ʁ]           | 'rama'             | Corresponde a la tenue [t͡ʃ⁼] en otros dialectos orientales. |
| Avar          | Avar               | ворчӀами              | [wort͡ʃʼami]        | 'hola'             |                                                             |
| Aimara        |                    | ch'uspa               | [t͡ʃ'uspa]          | 'ch'uspa'          |                                                             |
| Cabardino     | Cabardino          | кӏэ                   | [t͡ʃʼa]ⓘ            | 'cola'             |                                                             |
| Checheno      | Checheno           | чӏара/ç̇ara            | [t͡ʃʼɑːrə]          | 'pez'              |                                                             |
| Esvano        | Esvano             | ლენჭყ/lenčʼqʼ         | [lɛnt͡ʃʼqʼ]         | 'pantano'          |                                                             |
| Georgiano     | Georgiano          | ჭა                    | [t͡ʃʼɑ]             | 'pozo'             | sustantivo, no adverbio                                     |
| Haida         | Haida              | jjabako               | [t͡ʃʼabako]         | 'damán de El Cabo' |                                                             |
| Hausa         | Hausa              | tshanya               | [t͡ʃʼanja]          | 'grillo'           | solo encontrado en los dialectos del hausa occidentales     |
| Keres         | Keres              | shchʼísạ              | [ʃtʃʼísḁ]          | 'seis'             |                                                             |
| Laz           | Laz                | ჭრაჭუნირი/ç̌raç̌uniri   | [t͡ʃʼrat͡ʃʼuniri]    | 'chirriador'       |                                                             |
| Lushootseed   | Lushootseed        | č̓uʔ                   | [t͡ʃʼʉʔ]            | 'uno'              |                                                             |
| Maya yucateco | Maya yucateco      | chʼíichʼ              | [ˈt͡ʃʼíːt͡ʃʼ]        | 'pájaro'           |                                                             |
| Mingreliano   | Mingreliano        | ჭკიჭკიტია/čʼḳičʼḳiṭiɑ | [t͡ʃʼkʼit͡ʃʼkʼitʼia] | 'hormiga'          |                                                             |
| Osetio        | Kudairag           | Чъреба                | [ˈt͡ʃʼɾebä]         | 'Tsjinvali'        |                                                             |
| Quekchí       | Quekchí            | ch'och'               | [t͡ʃʼot͡ʃʼ]          | 'tierra'           |                                                             |
| Quechua       | Quechua            | ch'umpi               | [t͡ʃʼʊmpɪ]          | 'marrón'           |                                                             |
| Tlingit       | Tlingit            | ch'eed                | [t͡ʃʼit]ⓘ           | 'pato'             |                                                             |